# Dune Rats
Dune Rats é uma banda de rock australiana de Brisbane, Queensland . Originalmente, a banda se formou como um duo, com Danny Beus na guitarra e vocais principais e BC Michael Marks na bateria e vocais de apoio. A banda mais tarde se tornou um trio, com Brett Jansch (ex-membro de turnê do Bleeding Knees Club) como baixista. Brad Heald, originalmente do Red Riders e The Vines, também fez apresentações em turnês no baixo de 2011 a 2012.
Em 30 de maio de 2014, a banda lançou seu álbum de estreia autointitulado pelo selo Ratbag Records. Eles apoiaram o lançamento com uma turnê global e nacional. No ano seguinte, eles anunciaram que estavam lançando oficialmente a Ratbag Records como uma gravadora que iria contratar outros artistas.
Em 11/02/2017, seu segundo álbum "The Kids Will Know It's Bullsh#t" estreou em número 1 na ARIA Charts .

## Discografia

### Álbuns de estúdio
| Título                           | Detalhes do álbum                                           | Posições nas paradas |
| Título                           | Detalhes do álbum                                           | AUS                  |
| -------------------------------- | ----------------------------------------------------------- | -------------------- |
| Dune Rats                        | - Lançado: 30 de maio de 2014 - Selo: Ratbag, Dine Alone    | 22                   |
| The Kids Will Know It's Bullsh#t | - Lançado: 20 de janeiro de 2017 - Selo: Ratbag, Dine Alone | 1                    |
| Hurry Up and Wait                | - Lançado: 31 de janeiro de 2020 - Selo: Ratbag, BMG        | 1                    |

### EPs
| Nome         | Detalhes                                        |
| ------------ | ----------------------------------------------- |
| Sexy Beach   | - Lançamento: 01/02/2011 - Selo: Inertia Access |
| Social Atoms | - Lançamento: 02/09/2011 - Selo: Inertia Access |
| Smile        | - Lançamento: 19/04/2013 - Selo: Inertia Access |

### Músicas
| Título                                        | Ano  | Álbum                            |
| --------------------------------------------- | ---- | -------------------------------- |
| "Pogo"                                        | 2011 | Social Atoms                     |
| "Fuck It"                                     | 2012 | Smile                            |
| "Red Light, Green Light"                      | 2013 | Smile                            |
| "Bullshit"                                    | 2016 | The Kids Will Know It's Bullshit |
| "Scott Green"                                 | 2016 | The Kids Will Know It's Bullshit |
| "Braindead"                                   | 2017 | The Kids Will Know It's Bullshit |
| "6 Pack"                                      | 2017 | The Kids Will Know It's Bullshit |
| "Demolition Derby"                            | 2017 | The Kids Will Know It's Bullshit |
| "No Plans"                                    | 2019 | Hurry Up and Wait                |
| "Rubber Arm"                                  | 2019 | Hurry Up and Wait                |
| "Crazy"                                       | 2019 | Hurry Up and Wait                |
| "Stupid Is as Stupid Does" (featuring K.Flay) | 2020 | Hurry Up and Wait                |
| "Bad Habits"                                  | 2020 | Hurry Up and Wait                |
| "Too Tough Terry"                             | 2020 | Predefinição:Non-album single    |

| Título                                        | Ano  | Diretor (es)                     |
| --------------------------------------------- | ---- | -------------------------------- |
| "Wooo!"                                       | 2011 | Oliver Duncan                    |
| "Pogo"                                        | 2011 | Anthony Salsone                  |
| "F#ck It"                                     | 2012 | Anthony Salsone                  |
| "Red Light, Green Light" (Red Version)        | 2013 | Toby Cregan                      |
| "Red Light, Green Light" (Green Version)      | 2013 | Pilerats                         |
| "Superman"                                    | 2014 | Toby Cregan                      |
| "Dalai Lama, Big Banana, Marij#ana"           | 2014 | Diego Cristófano                 |
| "Bullsh#t"                                    | 2016 | Macario De Souza e Allan Hardy   |
| "Scott Green"                                 | 2016 | Macario De Souza                 |
| "Scott Green" (Performance Version)           | 2017 | Macario De Souza                 |
| "Braindead"                                   | 2017 | Jonathan Salfield                |
| "6 Pack"                                      | 2017 | Vorn Hunt                        |
| "Demolition Derby"                            | 2017 | Vorn Hunt                        |
| "No Plans"                                    | 2019 | James Medlam                     |
| "Rubber Arm"                                  | 2019 | Glendon e Isabella               |
| "Crazy"                                       | 2019 | Macario De Souza e Allan Hardy   |
| "St#pid Is as St#pid Does" (featuring K.Flay) | 2020 | Desconhecido                     |
| "Bad Habits"                                  | 2020 | Dune Rats, Matty Woo e Tom Healy |
| "Too Tough Terry"                             | 2020 | Reid McManus                     |